# Золотурн (кантон)
Зо́лотурн (нем. Solothurn, фр. Soleure, итал. Soletta, романш. Soloturn) — немецкоязычный кантон на севере Швейцарии. Столица — город Золотурн. Население — 259 283 человек (12-е место среди кантонов; данные 2012 г.). Доля иностранцев в населении кантона составляет 19,7 %. (на август 2012), безработица составляет 2,7 %. (на ноябрь 2012). В кантоне действует конституция, которая была принята всенародным голосованием в 1986 году и вступила в силу 1 января 1987 года.

## География
Площадь — 791 км² (16-е место среди кантонов). Самая высокая точка в кантоне гора Hasenmatt высотой 1445 метров.

## История
Золотурн первоначально был римским Vicus. В 1344 году стал городом-государством, а затем расширился территориально. Впоследствии кантон стал частью швейцарской конфедерации в 1481 году. В 17—18 веках в Золотурне преобладала аристократическая форма правления. После падения аристократии с 1798 по 1830 года происходила постепенная демократизация и либерализация системы правления.

## Административное деление

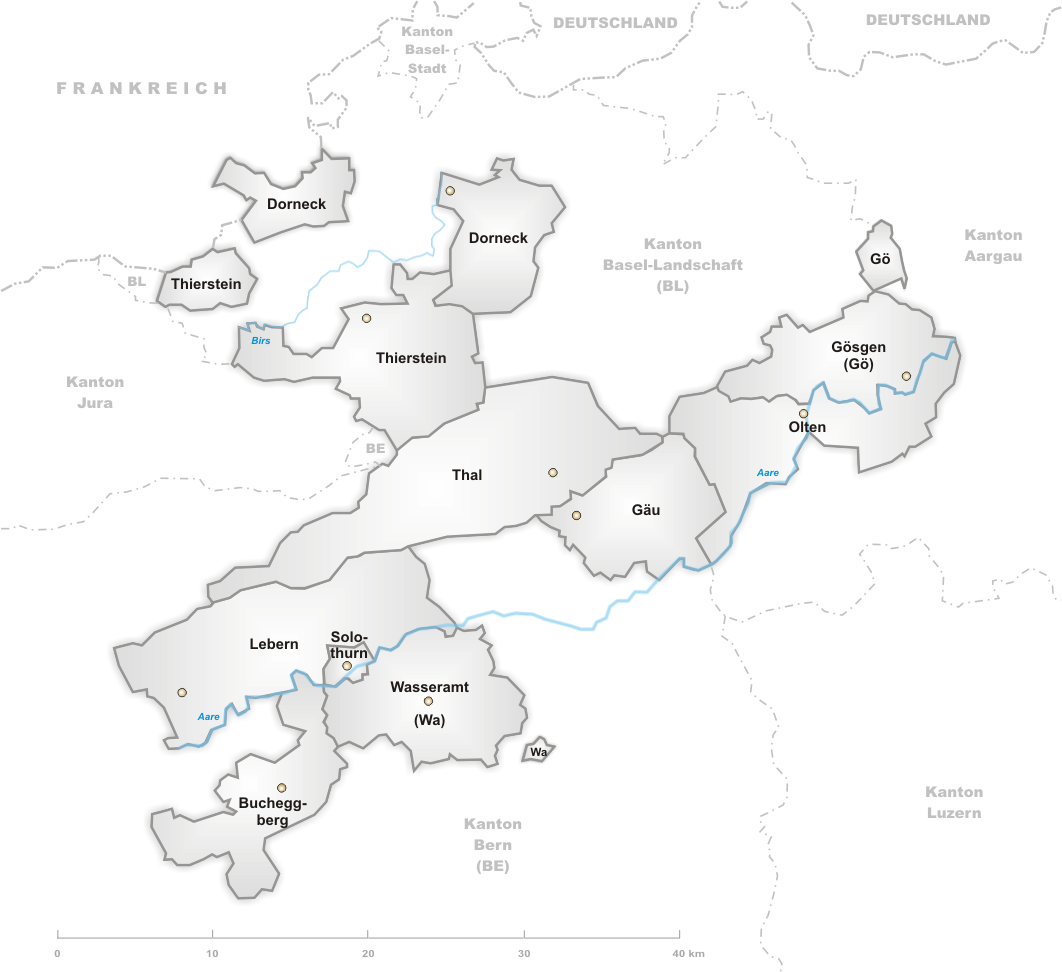
Административное деление кантона.

Кантон делится на 10 округов:
- Бухегберг
- Дорнек
- Гой
- Гёсген
- Леберн
- Ольтен
- Золотурн
- Таль
- Тирштайн
- Вассерамт

## Демография
Плотность населения в кантоне составляет 325 человек на квадратный километр. В настоящее время Золотурн занимает 7 место из 26 по этому параметру.
| Год  | Население |
| ---- | --------- |
| 1850 | 69 674    |
| 1900 | 100 762   |
| 1950 | 170 508   |
| 2000 | 246 121   |
| 2008 | 254 444   |
| 2010 | 256 888   |

## Языки
Официальным языком кантона является немецкий. В школе с пятого класса преподается английский язык.

## Экономика
В Деникене находится одна из четырёх швейцарских атомных электростанций — Госген. Госген производит около десяти процентов электроэнергии, производимой в Швейцарии, делая кантон Золотурн экспортером электроэнергии.